# Bratislavské listy
Bratislavské listy byly samizdatové noviny, které v červenci roku 1988 založil Ján Čarnogurský. Náklad činil 500 výtisků. 
Spolu s Jánom Čarnogurským byli hlavními tvůrci časopisu Ján Langoš a František Mikloško. Šéfredaktorem prvních pěti čísel legálních Bratislavských listů v roce 1990 byl Ladislav Szalay, poté šéfredaktorovaní převzal Rudolf Lesňák.
Ján Čarnogurský v čísle 11 z roku 1990 napsal, že Bratislavské listy jako samizdat byl „první a jediný časopis na Slovensku, otevřeně opoziční vůči komunistickému režimu, vycházející pod plným jménem a adresou vydavatele“.
Číslem 5 v roce 1990 Bratislavské listy přešly do legality a po vzniku Kresťanskodemokratického hnutia (KDH) se tato politická strana stala jejich vydavatelem.
První číslo v roce 1991 vyšlo opět v novém. Mimo grafických změn byly Bratislavské listy rozšířené na 32 stran, cena se zvýšila na 8 Kčs. Od IV. ročníku si Bratislavské listy daly podtitul kultúrno-spoločenský mesačník. Bratislavské listy byly členěny na následující sekce:
- Naše východiska a cíle
- Dějiny – osobnosti – národ
- Kultura a umění
- Etika našeho života
- Křesťanství a současnost
- Ekonomie a ekologie
- Glosy – záznamy – ohlasy

V posledním čísle roku 1992 Bratislavské listy vydaly přílohu Bibliografie časopisu Bratislavské listy 1988-1992, v které uveřejnily jména všech autorů a jejich významných textů. 
V roce 1993 přešlo vydavatelství Bratislavských listů z KDH pod Interslovakia, s.r.o.